# モントセラト首相
モントセラト首相（モントセラトしゅしょう、英語: Premier of Montserrat）は、イギリス領モントセラトにおける行政府の長。

## 概略
モントセラトの行政権は憲法上、イギリス国王に属するが、総督以下が代行して執行する（モントセラト憲法第31条）。第33条により、総督は議会議員の中から過半数の信任を得ている者を首相に任命する。ただし首相を任命する必要があるタイミングで議会が解散されている場合は、解散前の議員の中から選出する。内閣には首相、法務大臣、財務大臣、その他に3人の大臣が設置されるが、法務大臣と財務大臣は首相の助言をもって総督が任命する。またその他3大臣のうちの一人が副首相に任命される。議会が解散された場合、首相及びその他の大臣は、総選挙後に新たに首相が選出されるまでその職にとどまり職務を遂行する（第34条）。
首相はモントセラトを離れ外遊する場合、事前に総督に通知しなければならず、その他の大臣は外遊時に首相の許可を得る必要がある（第35条）。首相が空席の場合、または首相がモントセラトにいない場合、あるいは首相が職務遂行できない場合、総督は副首相にその職務を委任する。首相が再び職務可能となった場合、この措置は取り消される（第36条）。
議会において不信任決議が過半数の賛成をもって可決された場合、首相は議会を解散し信を問うか、総督により任命を取り消され辞任するかを選択可能。辞任した場合、総督は別の人物を首相に任命する（第34条）。
緊急事態には首相を議長とする国家諮問委員会が組織され、法務大臣、財務大臣、野党党首、それに首相の助言で総督が任命した他の大臣一名で構成される。ただし総督は諮問委員会の決定に従う義務を負わない（第45条）。
総督は首相の助言を得て議会の閉会と解散を行える（第67条）ほか、首相と協議して解散した議会を招集できる（第68条）。
1960年1月に役職が設置されて以降、役職名は主任大臣(Chief minister)であったが、モントセラト憲法の2010年改正法が2011年9月27日に施行されたことを受け役職名が首相(Premier)と変更された（第118条）。
- （出典）The Montserrat Constitution Order 2010

## 歴代首相一覧
| 代                           | 肖像                         | 氏名                                                         | 就任日                       | 退任日                       | 所属政党                     |
| モントセラト自治政府主任大臣 | モントセラト自治政府主任大臣 | モントセラト自治政府主任大臣                                 | モントセラト自治政府主任大臣 | モントセラト自治政府主任大臣 | モントセラト自治政府主任大臣 |
| ---------------------------- | ---------------------------- | ------------------------------------------------------------ | ---------------------------- | ---------------------------- | ---------------------------- |
| 1                            |                              | ウィリアム・ヘンリー・ブランブル William Henry Bramble       | 1960年1月                    | 1970年12月                   | MLP                          |
| 2                            |                              | パーシバル・オースティン・ブランブル Percival Austin Bramble | 1970年12月                   | 1978年11月                   | PDP                          |
| 3                            |                              | ジョン・オズボーン John Alfred Osborne                       | 1978年11月                   | 1991年10月11日               | PLM                          |
| 4                            |                              | ルーベン・ミード Reuben Theodore Meade                       | 1991年10月11日               | 1996年11月13日               | NPP                          |
| 5                            |                              | バートランド・オズボーン Bertrand Osborne                    | 1996年11月13日               | 1997年8月22日                | 無所属                       |
| 6                            |                              | デイビット・ブラント David Samuel Brandt                     | 1997年8月22日                | 2001年4月5日                 | 無所属                       |
| 7                            |                              | ジョン・オズボーン John Alfred Osborne                       | 2001年4月5日                 | 2006年6月2日                 | NPLM                         |
| 8                            |                              | ローウェル・ルイス Lowell Lyttleton Lewis                    | 2006年6月2日                 | 2009年9月10日                | MDP                          |
| 9                            |                              | ルーベン・ミード Reuben Theodore Meade                       | 2009年9月10日                | 2011年9月27日                | MCAP                         |
| モントセラト自治政府首相     |                              |                                                              |                              |                              |                              |
| 1                            |                              | ルーベン・ミード Reuben Theodore Meade                       | 2011年9月27日                | 2014年9月12日                | MCAP                         |
| 2                            |                              | ドナルドソン・ロメオ Donaldson Romeo                         | 2014年9月12日                | 2019年11月19日               | PDM                          |
| 3                            |                              | イーストン・テイラー・ファレル Joseph Easton Taylor-Farrell  | 2019年11月19日               | 2024年10月25日               | MCAP                         |
| 4                            |                              | ルーベン・ミード Reuben Theodore Meade                       | 2024年10月25日               | （現職）                     | UAM                          |

### 政党一覧
- MLP - モントセラト労働党
- PDP - 進歩民主党（英語版）
- PLM - 人民解放運動（英語版）
- NPP - 国民進歩党（英語版）
- NPLM - 新人民解放運動
- MDP - モントセラト民主党（英語版）
- MCAP - 変化と繁栄のための運動（英語版）
- PDM - 人民民主運動（英語版）
- UAM - 統一同盟（英語版）